# Yenişarbademli (district)
Yenişarbademli is een Turks district in de provincie Isparta en telt 2.699 inwoners (2007). Het district heeft een oppervlakte van 385,3 km². Hoofdplaats is Yenişarbademli.
De bevolkingsontwikkeling van het district is weergegeven in onderstaande tabel.
| 1997  | 2000  | 2007  |
| ----- | ----- | ----- |
| 7.044 | 5.925 | 2.699 |